# Lombardei-Rundfahrt 1979
Die Lombardei-Rundfahrt 1979 war die 73. Ausgabe der Lombardei-Rundfahrt. Das Rennen fand am 12. Oktober 1979 über eine Distanz von 249 km statt. Der Sieger war Bernard Hinault vor Silvano Contini und Giovanni Battaglin.

## Teilnehmende Mannschaften
| Profi-Radsportteams (16)- Renault-Gitane - Bianchi-Faema - Inoxpran - Peugeot-Esso-Michelin - Sanson-Luxor TV-Campagnolo - IJsboerke-Warncke Eis - Magniflex-Famcucine - Mecap-Hoonved - Sapa Assicurazioni-Frontini - Miko-Mercier-Vivagel - Gis Gelati - Zonca-Santini - Scic-Bottecchia - Kas-Campagnolo - TI-Raleigh-McGregor - San Giacomo-Mobilificio-Alan |
| |

## Ergebnis
| Rang | Fahrer                 | Team                       | Zeit       |
| ---- | ---------------------- | -------------------------- | ---------- |
| 1    | Bernard Hinault        | Renault-Gitane             | 6h 13' 25" |
| 2    | Silvano Contini        | Bianchi-Faema              | + 0"       |
| 3    | Giovanni Battaglin     | Inoxpran                   | + 3' 20"   |
| 4    | Jean-Luc Vandenbroucke | Peugeot–Esso–Michelin      | + 3' 20"   |
| 5    | Ronald De Witte        | Sanson–Luxor TV–Campagnolo | + 3' 20"   |
| 6    | Ludo Peeters           | IJsboerke–Warncke Eis      | + 3' 20"   |
| 7    | Alessandro Pozzi       | Bianchi-Faema              | + 3' 20"   |
| 8    | Palmiro Masciarelli    | Sanson–Luxor TV–Campagnolo | + 4' 22"   |
| 9    | Alfio Vandi            | Magniflex–Famcucine        | + 4' 22"   |
| 10   | Hennie Kuiper          | Peugeot–Esso–Michelin      | + 4' 27"   |